# Lista szkół w Jaśle
Lista szkół w Jaśle:
- Policealne Studium Zawodowe Wszechnica
- I Liceum Ogólnokształcące im. Króla Stanisława Leszczyńskiego
- II Liceum Ogólnokształcące im. ppłk Józefa Modrzejewskiego
- Społeczne Liceum Ogólnokształcące STO w Jaśle
- Zespół Szkół Technicznych im. Bohaterów Września
- Zespół Szkół Usługowych i Spożywczych im. generała Hallera
- Zespół Szkół nr 3 im. Stanisława Pawłowskiego

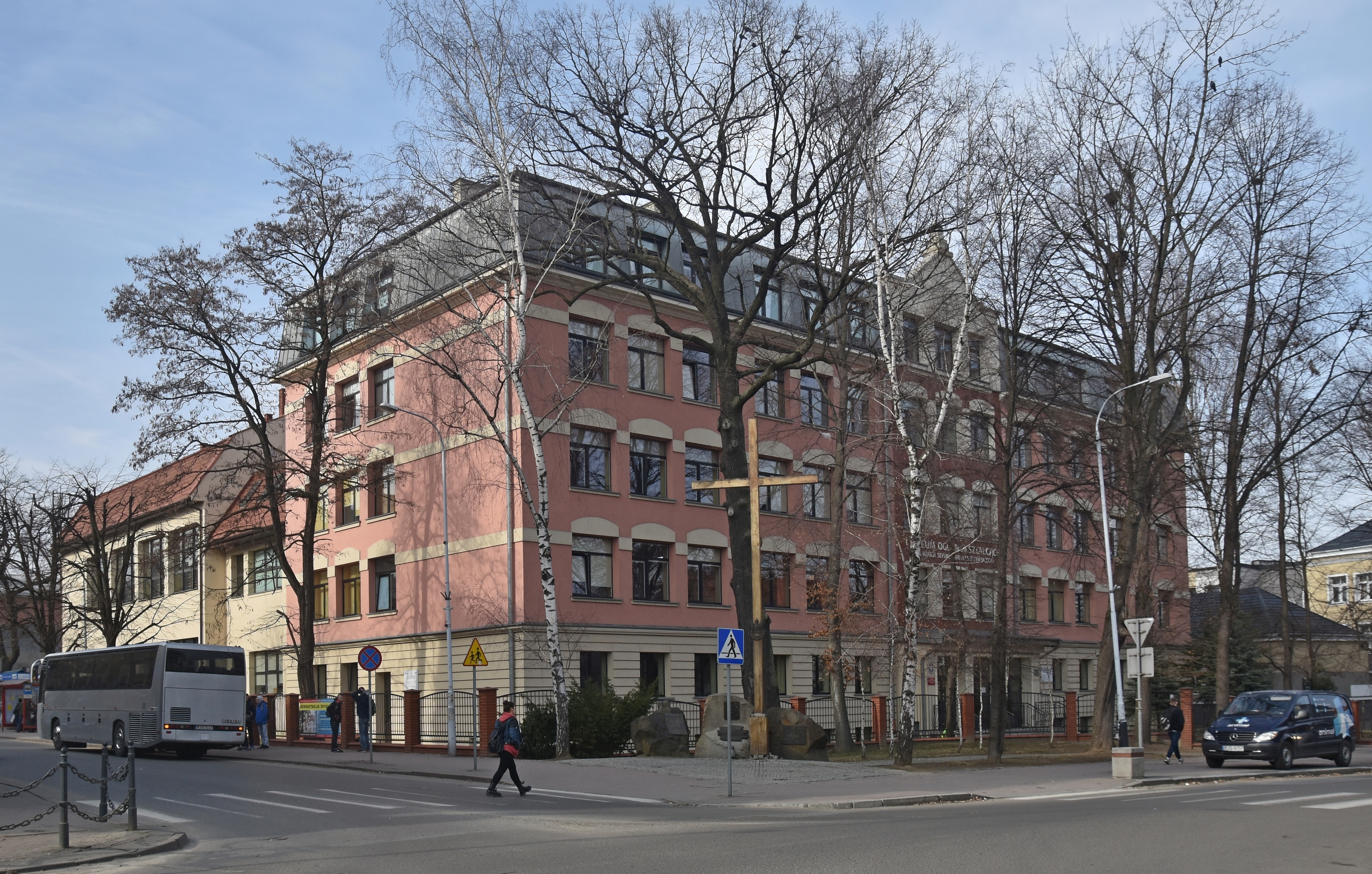
I Liceum Ogólnokształcące
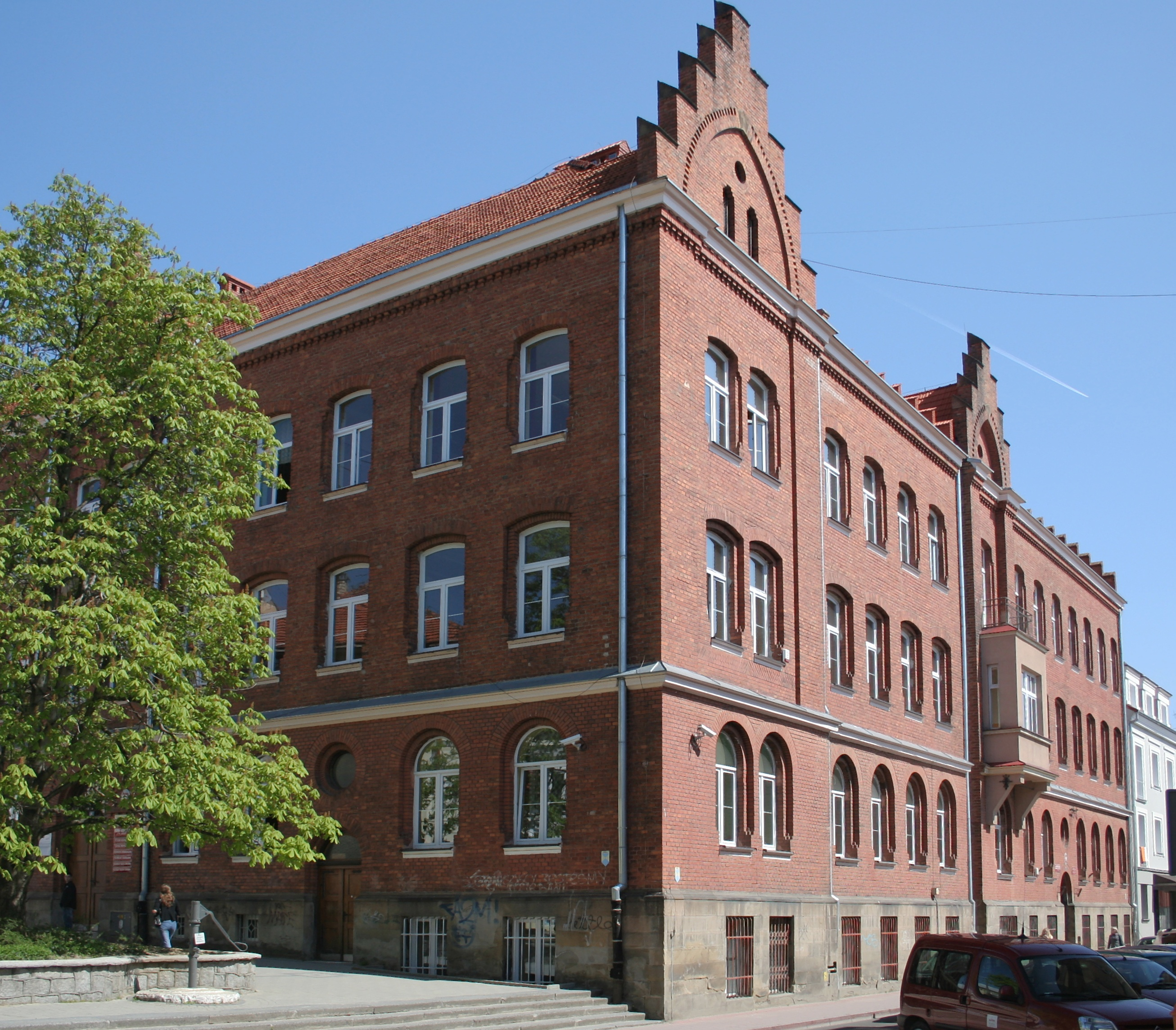
Technikum Ekonomiczne, dawna Szkoła Wydziałowa Męska
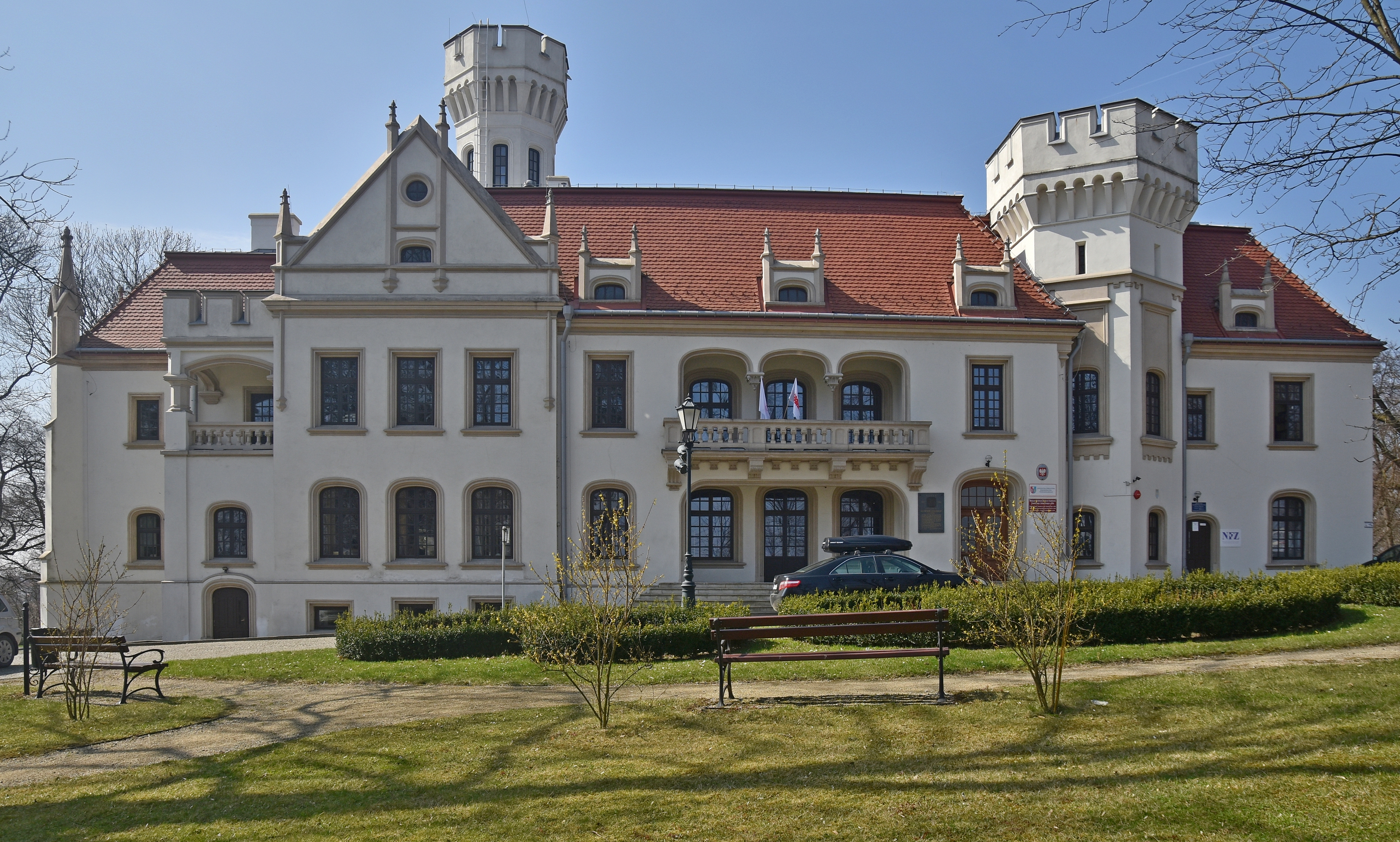
Zespół Szkół Medycznych w pałacu Sroczyńskich

- Zespół Szkół nr 4 im. Jana Pawła II
- Zespół Szkół Budowlanych im. króla Kazimierza Wielkiego
- Centrum Kształcenia Praktycznego-Regionalne Centrum Transferu Nowoczesnych Technologii Wytwarzania (powiat jasielski)
- Państwowa Szkoła Muzyczna I stopnia w Jaśle
- Prywatna Szkoła Muzyczna I i II stopnia w Jaśle
- Społeczne Ognisko Muzyczne
- Ognisko Muzyczne w Jaśle mgr Paweł Oszajca
- Medyczno-Społeczne Centrum Kształcenia Zawodowego i Ustawicznego, które tworzą: Medyczna Szkoła Policealna im. prof. Rudolfa Weigla, Policealna Szkoła Medyczno-Społeczna Dla Dorosłych oraz Podkarpackie Centrum Kształcenia Ustawicznego w Jaśle
- Zespół Szkół Miejskich nr 1 (Przedszkole Miejskie nr 12 i Szkoła Podstawowa nr 6 im. Adama Mickiewicza w Jaśle)
- Zespół Szkół Miejskich nr 2 (Przedszkole Miejskie nr 13 i Szkoła Podstawowa nr 11 im. Stefana kardynała Wyszyńskiego w Jaśle)
- Zespół Szkół Miejskich nr 3 (Przedszkole Miejskie nr 9 z Oddziałami Specjalnymi i Oddziałami Integracyjnymi i Szkoła Podstawowa nr 12 z Oddziałami Integracyjnymi im. Ignacego Łukasiewicza)
- Zespół Szkół Miejskich nr 5 (Przedszkole Miejskie nr 15 i Szkoła Podstawowa nr 8 im. ks. Stanisława Konarskiego)
- Zespół Szkół Miejskich nr 6 (Przedszkole Miejskie nr 14 i Szkoła Podstawowa nr 10 im. Henryka Dobrzańskiego ps. "Hubal" w Jaśle)

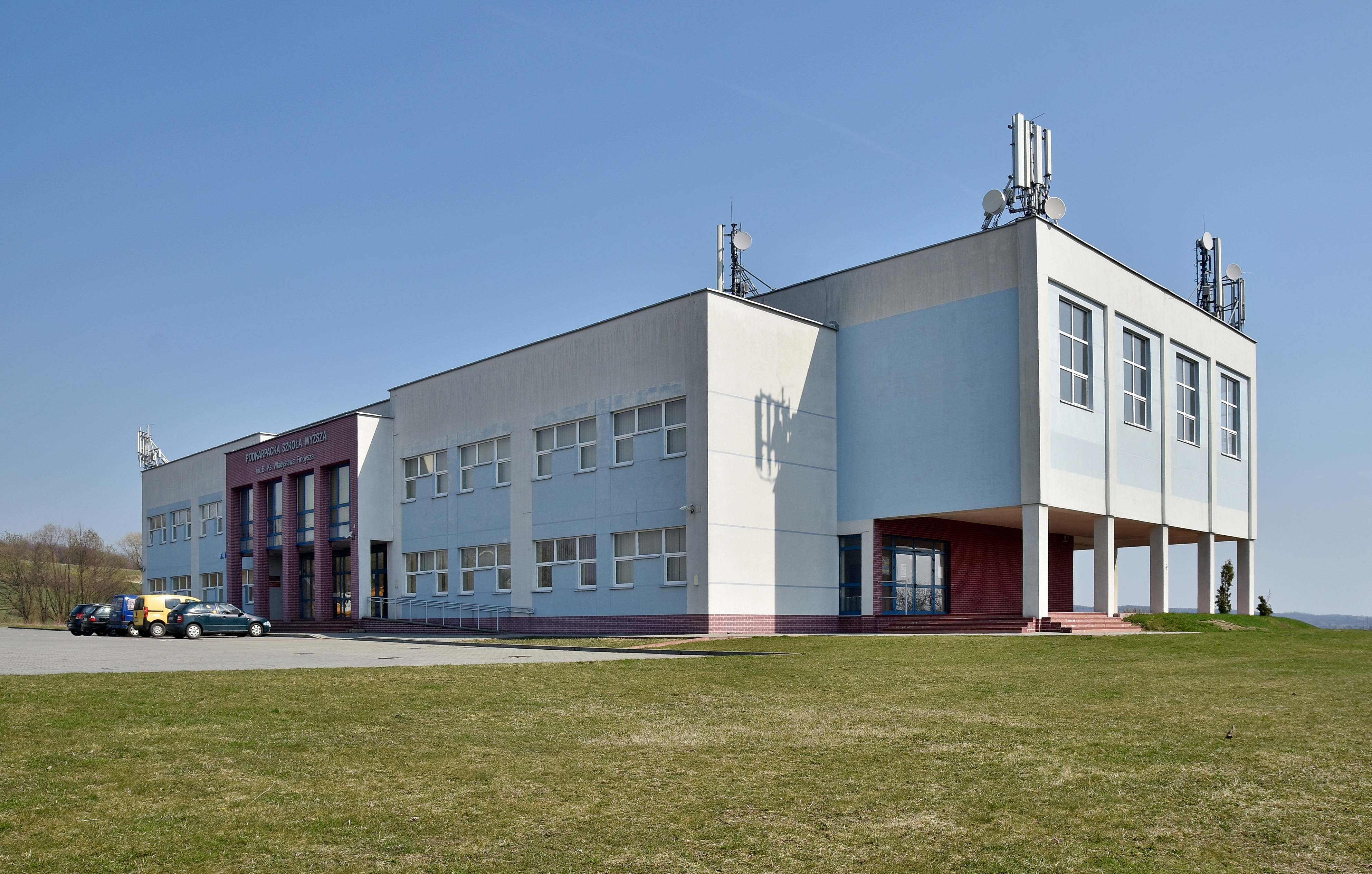
Podkarapacka Szkoła Wyższa
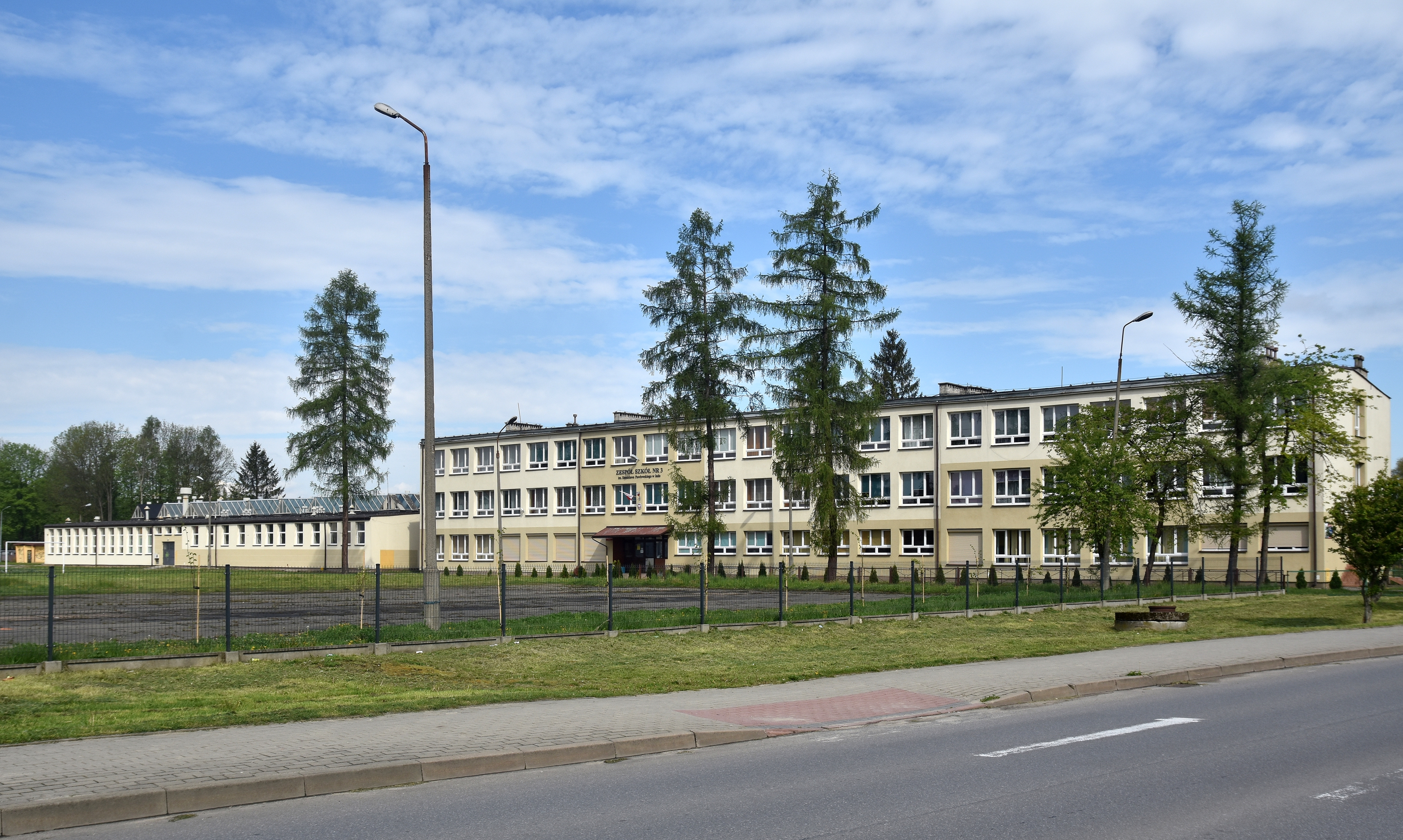
Zespół Szkół nr 3
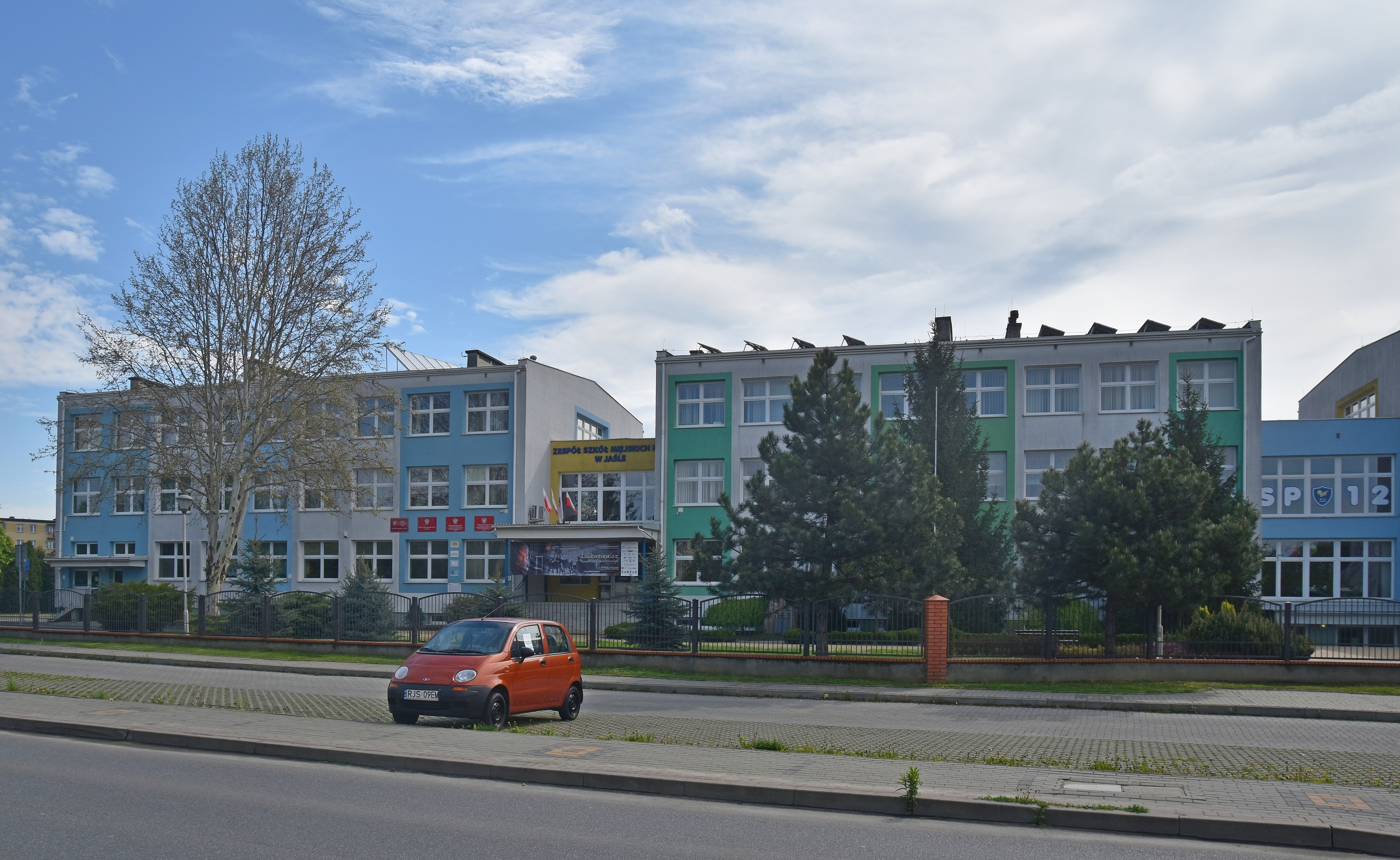
Zespół Szkół Miejskich nr 1

- Społeczna Szkoła Podstawowa w Jaśle
- Specjalny Ośrodek Szkolno-Wychowawczy (SOSW)
- Szkoła Podstawowa nr 1 im. Romualda Traugutta
- Szkoła Podstawowa nr 2 z Oddziałami Dwujęzycznymi im. Marii Konopnickiej w Jaśle
- Szkoła Podstawowa nr 4 im. ks. Ignacego Krasickiego w Jaśle
- Szkoła Podstawowa nr 7 im. Stefana Jaracza w Jaśle
- Gimnazjum nr 1 z Oddziałami Dwujęzycznymi im. Św, Jadwigi Królowej w Jaśle
- Centrum Edukacji "SOWA"
- Centrum Edukacji i Biznesu "ŻAK"

Lista placówek szkół wyższych w Jaśle:
- Uniwersytet Ekonomiczny w Krakowie Oddział Zamiejscowy w Jaśle
- Podkarpacka Szkoła Wyższa im. bł. księdza Władysława Findysza w Jaśle
- Akademia Humanistyczno-Ekonomiczna w Łodzi Wydział Zamiejscowy w Jaśle